# Loïc Rémy
Loïc Rémy (Lyon, 2 januari 1987) is een Frans-Martinikaans betaald voetballer die doorgaans als vleugelaanvaller speelt. Remy debuteerde in maart 2008 in de Franse nationale ploeg.

## Carrière
Rémy debuteerde op 14 oktober 2006 in het shirt van Olympique Lyon in de Ligue 1, in een wedstrijd tegen AS Saint-Étienne. Hij werd in 2008 voor omstreeks acht miljoen gekocht door OGC Nice. In tegenstelling tot in Lyon speelde hij daar bijna elke wedstrijd en scoorde hij regelmatig. Dit leverde hem zijn eerste selectie voor de Franse nationale ploeg op in een oefenwedstrijd tegen Nigeria in 2009.
Op 19 augustus 2010 nam Olympique Marseille hem vervolgens voor omstreeks € 13.000.000,- miljoen euro over. Tijdens een medisch onderzoek in dienst van deze transfer, kwam aan het licht dat Rémy lijdt aan een hartaandoening. Daardoor werd de voltooiing van de overgang uitgesteld totdat meerdere cardiologen hem onderzochten. Marseilles hoofd medische staf Christoph Baudet concludeerde dat de kwaal hem niet belemmert bij zijn activiteiten als betaald voetballer.
Rémy tekende in januari 2013 een contract voor 4,5 seizoen bij Queens Park Rangers, dat een clubrecord van circa €10.000.000,- voor hem betaalde aan Olympique Marseille. Rémy liet bovendien een clausule in zijn contract opnemen waarmee hij voor een gelimiteerde transfersom van £10.500.000,- (circa €13.250.000,-) te allen tijde direct kon vertrekken. Chelsea maakte daar in augustus 2014 gebruik van.
Hij verruilde UD Las Palmas in juli 2018 voor Lille OSC.
Op 28 Augustus 2020 verruilde hij Lille OSC voor de Turkse club Çaykur Rizespor.

## Clubstatistieken
| Seizoen                       | Club                          | Competitie       | Duels | Goals |
| ----------------------------- | ----------------------------- | ---------------- | ----- | ----- |
| 2006/07                       | Olympique Lyonnais            | Ligue 1          | 6     | 0     |
| 2007/08                       | Olympique Lyonnais            | Ligue 1          | 6     | 0     |
|                               | → RC Lens                     | Ligue 1          | 10    | 3     |
| 2008/09                       | OGC Nice                      | Ligue 1          | 32    | 11    |
| 2009/10                       | OGC Nice                      | Ligue 1          | 34    | 14    |
| 2010/11                       | OGC Nice                      | Ligue 1          | 2     | 1     |
|                               | Olympique Marseille           | Ligue 1          | 31    | 15    |
| 2011/12                       | Olympique Marseille           | Ligue 1          | 29    | 12    |
| 2012/13                       | Olympique Marseille           | Ligue 1          | 14    | 1     |
| 2012/13                       | Queens Park Rangers           | Premier League   | 14    | 6     |
| 2013/14                       | → Newcastle United FC         | Premier League   | 26    | 14    |
| 2014/15                       | Queens Park Rangers           | Premier League   | 2     | 0     |
| 2014/15                       | Chelsea                       | Premier League   | 19    | 7     |
| 2015/16                       | Chelsea                       | Premier League   | 13    | 1     |
| 2016/17                       | → Crystal Palace              | Premier League   | 5     | 0     |
| 2017/18                       | UD Las Palmas                 | Primera División | 12    | 5     |
| 2017/18                       | → Getafe CF                   | Primera División | 11    | 3     |
| 2018/19                       | Lille OSC                     | Ligue 1          | 26    | 7     |
| 2019/20                       | Lille OSC                     | Ligue 1          | 7     | 3     |
| Bijgewerkt op 26 oktober 2019 | Bijgewerkt op 26 oktober 2019 | Totaal           | 299   | 103   |

## Erelijst
| Competitie              |                    |                    |                    |                    |
| Competitie              | Aantal             | Jaren              |                    |                    |
| Olympique Lyonnais      | Olympique Lyonnais | Olympique Lyonnais | Olympique Lyonnais | Olympique Lyonnais |
| ----------------------- | ------------------ | ------------------ | ------------------ | ------------------ |
| Kampioen Ligue 1        | 2x                 | 2006/07, 2007/08   |                    |                    |
| Trophée des Champions   | 2x                 | 2006, 2007         |                    |                    |
| Marseille               |                    |                    |                    |                    |
| Coupe de la Ligue       | 2x                 | 2010/11, 2011/12   |                    |                    |
| Trophée des Champions   | 1x                 | 2011               |                    |                    |
| Chelsea                 |                    |                    |                    |                    |
| Kampioen Premier League | 1x                 | 2014/15            |                    |                    |
| League Cup              | 1x                 | 2014/15            |                    |                    |